# Giải quần vợt Pháp Mở rộng 2017 - Đôi nữ xe lăn
Yui Kamiji và Jordanne Whiley là đương kim vô địch, nhưng không đánh cặp cùng nhau. Whiley đánh cùng Diede de Groot, nhưng thua ở vòng bán kết trước Marjolein Buis và Kamiji.
Buis và Kamiji đi đến chiến thắng, đánh bại Jiske Griffioen và Aniek van Koot ở chung kết, 6–3, 7–5.

## Hạt giống
1. Jiske Griffioen /  Aniek van Koot (Chung kết, Á quân)
2. Marjolein Buis /  Yui Kamiji (Vô địch)

## Kết quả

### Từ viết tắt
| - Q = Vòng loại - WC = Đặc cách - LL = Thua cuộc may mắn - Alt = Thay thế - SE = Miễn đặc biệt | - PR = Bảo toàn thứ hạng - w/o = Thắng nhờ đối thủ rút lui trước trận đấu - r = Bỏ cuộc giữa trận đấu - d = Bị xử thua - SR = Xếp hạng đặc biệt |

### Chung kết
|  | Bán kết | Bán kết                           | Bán kết | Bán kết                   | Bán kết |                                |   | Chung kết | Chung kết | Chung kết | Chung kết | Chung kết |  |
|  |         |                                   |         |                           |         |                                |   |           |           |           |           |           |  |
|  | 1       | Jiske Griffioen Aniek van Koot    | 6       | 6                         |         |                                |   |           |           |           |           |           |  |
|  | 1       | Jiske Griffioen Aniek van Koot    | 6       | 6                         |         |                                |   |           |           |           |           |           |  |
|  |         | Sabine Ellerbrock Charlotte Famin | 4       | 4                         |         |                                |   |           |           |           |           |           |  |
|  |         | Sabine Ellerbrock Charlotte Famin | 4       | 4                         | 1       | Jiske Griffioen Aniek van Koot | 3 | 5         |           |           |           |           |  |
|  |         |                                   |         |                           |         | Jiske Griffioen Aniek van Koot | 3 | 5         |           |           |           |           |  |
|  |         |                                   | 2       | Marjolein Buis Yui Kamiji | 6       | 7                              |   |           |           |           |           |           |  |
|  |         | Diede de Groot Jordanne Whiley    | 2       | Marjolein Buis Yui Kamiji | 6       | 7                              | 5 | 1         |           |           |           |           |  |
|  |         |                                   |         |                           |         |                                |   | 1         |           |           |           |           |  |
|  | 2       | Marjolein Buis Yui Kamiji         | 7       | 6                         |         |                                |   |           |           |           |           |           |  |